# 39 (getal)
39 is het natuurlijke getal volgend op 38 en voorafgaand aan 40.

## In de wiskunde
Negenendertig is de som van vijf opeenvolgende priemgetallen (3 + 5 + 7 + 11 + 13) en de som van de eerste drie machten van 3 ({\displaystyle 3^{1}+3^{2}+3^{3}}). Gegeven 39, is de Mertensfunctie het getal 0.

## In natuurwetenschap
39 is
- Het atoomnummer van het scheikundig element yttrium (Y).

## In het Nederlands
Negenendertig is een hoofdtelwoord.

## Overig
Negenendertig is ook:
- Onderdeel van de titel van het boek van John Buchan, The Thirty-Nine Steps.
- Het landnummer voor internationale telefoongesprekken naar Italië.
- Het jaar A.D. 39 of 1939.
- '39, een nummer van Queen, geschreven door Brian May.
- Het aantal boeken in het Oude Testament bij de protestanten.
- De aanduiding van de 39 Gentse schepenen, die er in de vroege Middeleeuwen de feitelijke macht hadden.
- Gordon (artiest) sprak tegen een Chinese quizkandidaat "Wat ga je zingen, 39 met rijst?", waarna er een internationale discussie ontstond over Gordon.